# 龙凤镇 (恩施市)
龙凤镇，是中华人民共和国湖北省恩施土家族苗族自治州恩施市下辖的一个乡镇级行政单位。

## 行政区划
龙凤镇下辖以下地区：
龙凤社区、龙凤村、小龙潭村、三河村、三龙坝村、向家村、二坡村、吉心村、大转拐村、杉木坝村、古场坝村、双堰塘村、店子槽村、龙马村、柑子坪村、猫子山村、青堡村、碾盘村和佐家坝村。